# 奇列科沃农村居民点
奇列科沃农村居民点（俄语：Чилековское сельское поселение）是俄罗斯联邦伏尔加格勒州科捷利尼科沃区所属的一个农村居民点。其下辖有4个居民点，行政中心为拉夫宁内。据2016年统计，该农村居民点的人口为1526人。